# Ebenezer (Texas)
Ebenezer è un comunità non incorporata degli Stati Uniti d'America, situata nella contea di Camp dello Stato del Texas.
Ebenezer si trova sulla Farm to Market Road 557, 5 miglia (8 km) a sud est di Pittsburg.

## Storia
La comunità è stata fondata nel 1850 da Israel Braden Rape, Robert Devenport e Thomas Delaney, tre coloni dalla Georgia. Fu fondata una chiesa e la scuola. Ebenezer era soprattutto una comunità agricola e non ha mai avuto alcuna attività oltre ai mulini e alla lavorazione del cotone.